# Prażmów Nowy (gromada)
Prażmów Nowy (w latach 70. Nowy Prażmów) – dawna gromada, czyli najmniejsza jednostka podziału terytorialnego Polskiej Rzeczypospolitej Ludowej w latach 1954–1972.
Gromady, z gromadzkimi radami narodowymi (GRN) jako organami władzy najniższego stopnia na wsi, funkcjonowały od reformy reorganizującej administrację wiejską przeprowadzonej jesienią 1954 do momentu ich zniesienia z dniem 1 stycznia 1973, tym samym wypierając organizację gminną w latach 1954–1972.
Gromadę Prażmów Nowy z siedzibą GRN w Prażmowie Nowym (w obecnym brzmieniu Nowy Prażmów) utworzono – jako jedną z 8759 gromad na obszarze Polski – w powiecie piaseczyńskim w woj. warszawskim, na mocy uchwały nr VI/10/12/54 WRN w Warszawie z dnia 5 października 1954. W skład jednostki weszły obszary dotychczasowych gromad Prażmów Nowy, Błonie, Dobrzenica, Prażmowska Wola Nowa i Zawodne oraz parcelacja Prażmowska Wola i były folwark Prażmowska Wola z dotychczasowej gromady Prażmowska Wola ze zniesionej gminy Wola Wągrodzka w powiecie piaseczyńskim; wieś Łoś, były folwark Łoś i Leśnictwo Łoska Wólka z dotychczasowej gromady Łoś ze zniesionej gminy Głosków w powiecie piaseczyńskim; a także obszar dotychczasowej gromady Wilcza Wólka oraz kolonia Gościeńczyce i wieś Żelisław z dotychczasowej gromady Gościeńczyce ze zniesionej gminy Kobylin w powiecie grójeckim (woj. warszawskie). Dla gromady ustalono 16 członków gromadzkiej rady narodowej.
31 grudnia 1961 do gromady Prażmów Nowy włączono wsie Chosna, Koryta, Ludwików, Nowe Wągrowo, Prażmowska Wola, Wola Wągrodzka i Zadębie ze zniesionej gromady Wola Wągrodzka w tymże powiecie.
W latach 70. używano nazwy gromada Nowy Prażmów.
Gromada przetrwała do końca 1972 roku, czyli do kolejnej reformy gminnej.
1 stycznia 1973 w powiecie piaseczyńskim utworzono gminę Prażmów z siedzibą w Woli Prażmowskiej (od 1999 w Prażmowie).